# ヤングアダルト
ヤングアダルト（英: young adult）とは、子供と大人の間の世代を指す。心理学と文学において対象とする年齢が異なる。
なお、精神的に子供のまま大人になりきれない大人についてはピーターパン症候群を、機能不全家庭で育ち成人してもトラウマを持つ大人についてはアダルトチルドレンを参照。

## 心理学におけるヤングアダルト
発達心理学では成人期前期（前成人期）を迎えた人間のこと。段階としては英語ではyoung adulthoodと呼ぶ。エリク・H・エリクソンのライフサイクル論における段階の1つで、典型的には31歳から40歳頃にこの段階に至る。発達課題としては親密性と孤独の対立があり、友達やパートナーが主な関係を構成する。

## 文学におけるヤングアダルト
英語圏の図書館においては児童文学と文学一般の間、12歳から18歳までの読者を対象に書かれた文学に対してYoung adult (YA)というカテゴリーを設けている。日本では13歳から19歳を読者層として想定している図書館が最も多い。日本にはかつて「ジュブナイル」が用いられた時期があるが、21世紀初頭には「ヤングアダルト図書（YA図書）」、図書館における「ヤングアダルトコーナー（YAコーナー）」の設置など用語として用いられるようになった。講談社の書籍レーベル「YA!ENTERTAINMENT」のYAはヤングアダルトの略である。
YAで扱われるジャンルは文学一般とほぼ変わらない。想定読者層である12歳から18歳を主人公に据える傾向はあるが、YAの必須条件という訳ではない。21世紀にとてもよく売れた作品として、『トワイライト』や『ハンガー・ゲーム』が挙げられる。YAは幅広い層に読まれており、その7割近くが18歳から64歳だとする市場推計がある。
YAに日本のライトノベルを含める見方もある。日本の図書館においては、ライトノベルがYAコーナーに置かれるケースが多く、YA図書を占めるライトノベルの割合が高い図書館も多い。一方米国では、現地出版社の意向もあり、YAにライトノベルは含めない方針が主流である。そうするに至った理由として、図書館における未成年者も手にできる本の基準がポリティカル・コレクトネスにより非常に厳しいことが挙げられる。性的暴力やマイノリティへの差別を含むもの、セクシーな少女が表紙を飾っているものなどは、YAとして認めてもらうのは困難であるという。アメリカ版の『涼宮ハルヒの憂鬱』ペーパーバック版の表紙は涼宮ハルヒが非常に小さくシルエットのみ描かれるというデザインになっている。このため北米エン・プレスではライトノベルはYAでなく漫画と同じカテゴリで販売している。